# Římskokatolická farnost Cetviny
Římskokatolická farnost Cetviny je zaniklým územním společenstvím římských katolíků v rámci českokrumlovského vikariátu českobudějovické diecéze. Farnost zanikla dne 31. prosince 2019, od 1. ledna 2020 je jejím právním nástupcem Římskokatolická farnost Dolní Dvořiště, která je součástí většího farního obvodu spravovaného excurrendo z farnosti v Kaplicích.

## O farnosti

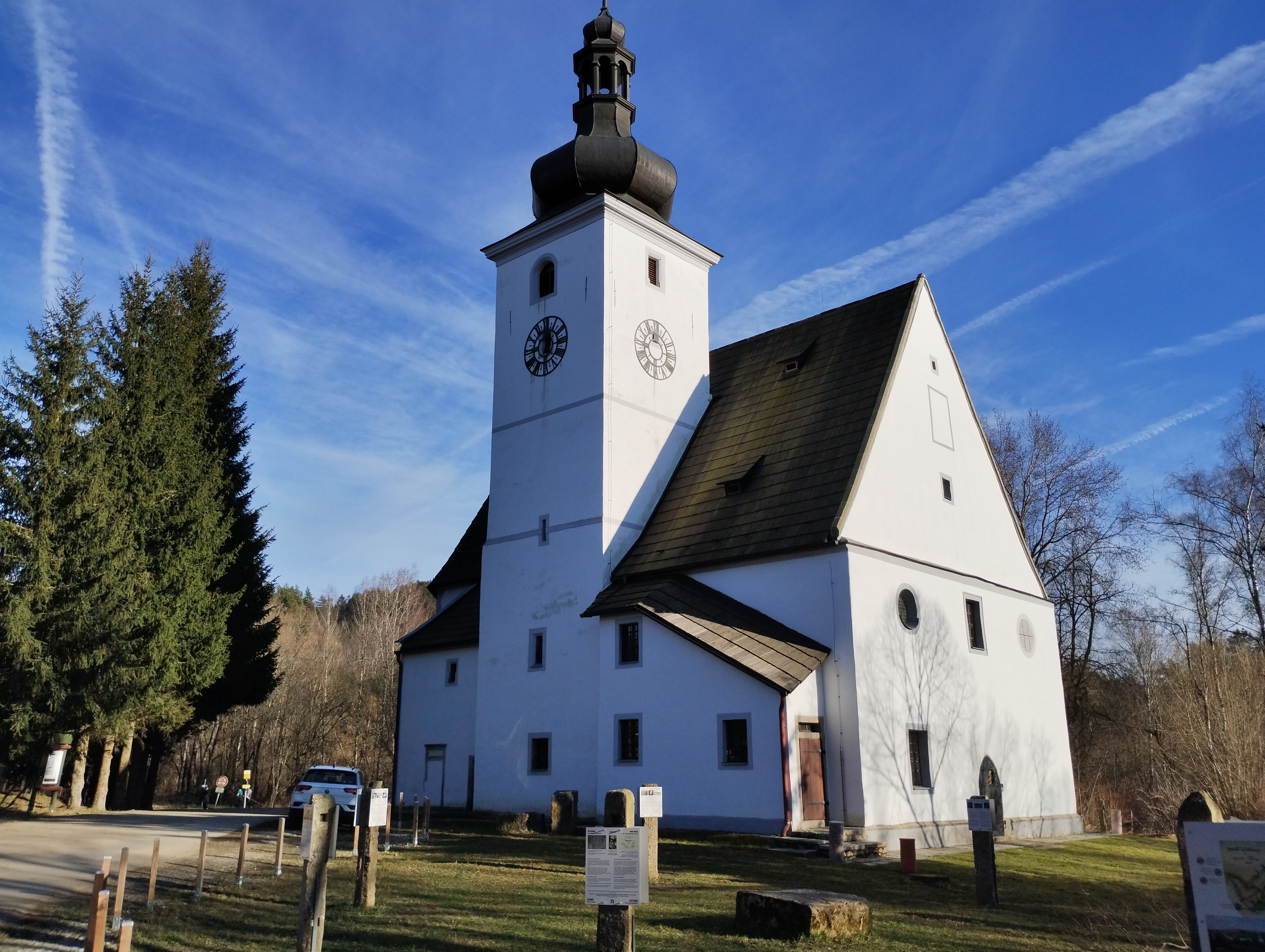
Bývalý farní kostel od severozápadu

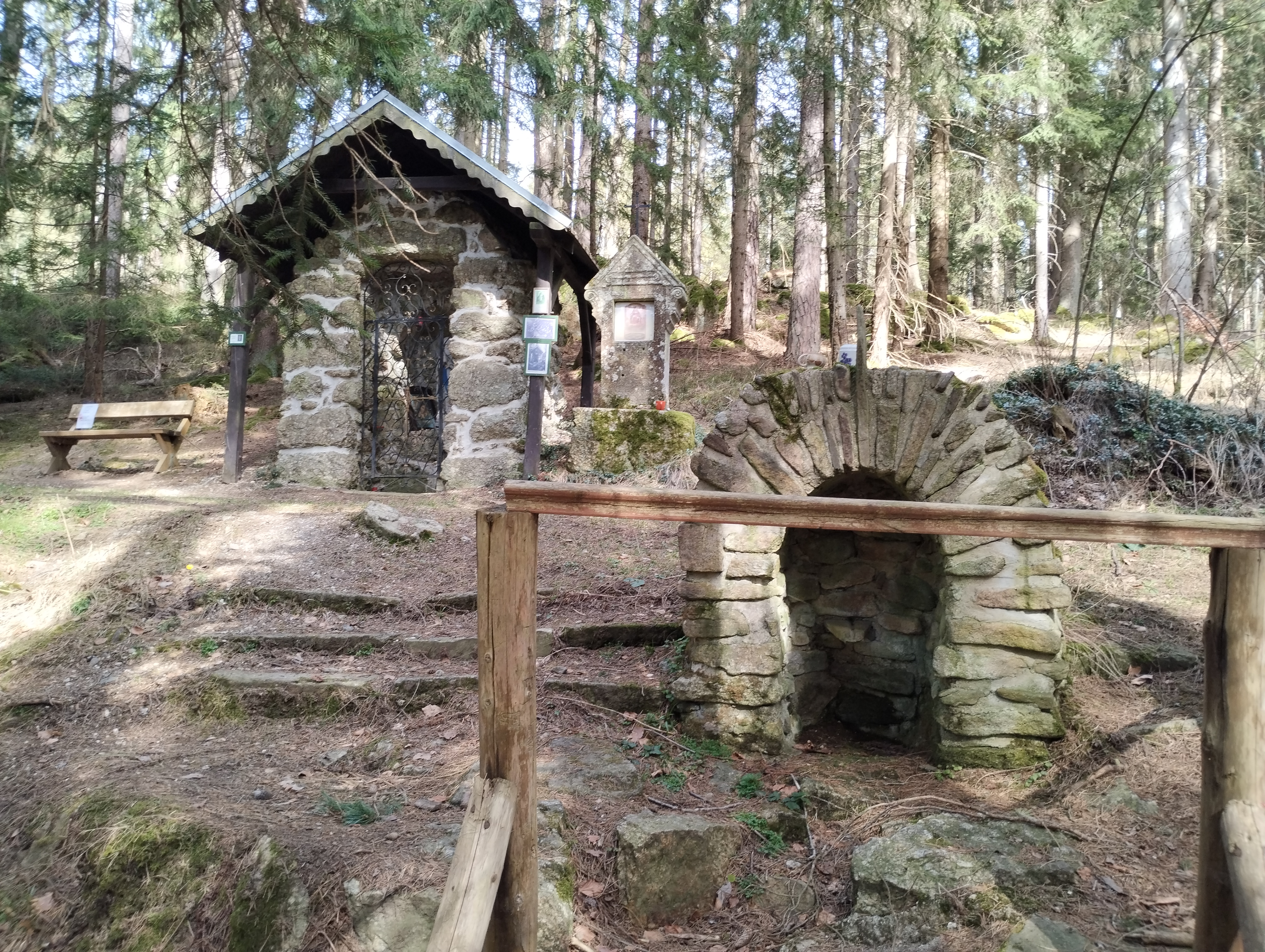
Kaple Panny Marie Lurdské s pramenem

Obec byla založena ve 13. století rakouskými kolonisty, roku 1325 byla zastavena Petrovi I. z Rožmberka, v polovině 14. století se stala trvalým majetkem Rožmberků. Místní kostel je poprvé připomínán roku 1384 jako farní. V letech 1563–1570 byly Cetviny povýšeny na městečko. Po smrti posledního Rožmberka  přešly Cetviny v roce 1611 do majetku Jana Jiřího ze Švamberka, po vpádu Dampierrových vojsk dne 24. června 1619 byl městys i s kostelem Narození Panny Marie vypálen. O rok později se městečko stalo majetkem rodu Buquoyoů, v jejichž držení bylo až do roku 1945. Od roku 1686 byly vedeny matriční knihy, v té nejstarší je uveden soupis farářů od roku 1636 do roku 1820.
V roce 1740 byla východně od centra obce, v místech dnešní silnice do Mikulova, vybudovaná poutní kaple svatého Šebestiána, roku 1772 byl na západním konci náměstí vztyčen morový sloup. Měl trojboký podstavec s trojhranným sloupem završeným barokní korintskou hlavicí, na níž stála socha svatého Jana Nepomuckého. Podstavec byl zdoben plastikami svatého Jana a Pavla, Šebestiána a svatého Floriána. O osm let později, v roce 1780, byla při cestě do Tiché postavená kaple na půdorysu 3,5 × 3 metry, s východním půlkruhovým vstupním otvorem lemovaným barokními korintskými pilastry, připomínaná ještě v roce 1921. Měla profilované kladí s letopočtem založení, štít s lomenými volutami završený piniovou šiškou a sochu svatého Floriána v nice štítu. Roku 1795 opět vyhořel kostel i s částí obce, přičemž zcela zanikla kaple čtrnácti svatých pomocníků, stojící při jižní zdi lodi kostela.
 V jihozápadním rohu hřbitova byla roku 1834 postavená márnice, obdélná stavba na půdorysu 7,7 × 4,4 metry, krytá valbovou střechou. Kaple svatého Šebestiána byla roku 1840 zcela přestavěná a kolem roku 1860 i s okolními objekty zbořená při rozšiřování silnice do Mikulova. Dne 15. července 1883 byla vikářem Josefem Lettenmayrem slavnostně posvěcená cetvinská křížová cesta, vybudovaná ve farském lese jižně od obce. Kromě čtrnácti zastavení byla její součástí i votivní kaple zvaná Farní či Mariazellská, postavená již v roce 1827, rozšířená Matthiasem Kastlem z Cetvin roku 1844, s kovanou mříží a s obrazy Panny Marie Cetvinské a Mariazellské. Konečně se roku 1892 stala součástí křížové cesty i kaple Panny Marie Lurdské, zvaná Jeskynní, postavená u léčivého pramene Heilbrunnen vedle božích muk.
V letech 1892, 1937 a 1940 byl kostel opravován, zvony zrekvírované za 1. světové války byly roku 1929 nahrazeny novými od budějovické zvonařské rodiny Pernerů. V průběhu 2. světové války byla farnost spravována z Lince, roku 1945 prošla Cetvinami sovětská vojska. Po vysídlení německého obyvatelstva zde žilo 36 lidí, kteří museli Cetviny opustit po vyhlášení zakázaného pásma 28. dubna 1951. Dne 9. srpna 1955 začala demolice cetvinských nemovitostí, po níž zde zůstal stát pouze kostel a čtyři objekty zabrané jednotkou pohraniční stráže,  která si zde roku 1963 postavila nová kasárna.
Roku 1990 bylo zrušeno zakázané hraniční pásmo, v letech 1993–1994 byla obnovená kaple svatého Šebestiána. V letech 1995–2003 byl z podnětu církve a z prostředků Ministerstva kultury, rakouské vlády a bývalých obyvatel Cetvin zrekonstruován kostel, slavnostně vysvěcený 6. září 2003 Mons. Jiřím Paďourem. Opravená křížová cesta byla vysvěcená 31. srpna 2007 generálním vikářem Janem Baxantem.
Bohoslužby se v bývalém farním, dnes filiálním kostele Narození Panny Marie konají druhou sobotu v srpnu od 15.00 hodin, v česko-německém jazyce s bývalými rodáky, druhou neděli v září je zde od 17.00 hodin poutní bohoslužba. V květnu a říjnu se zde některou neděli od 14.30 slouží mariánské pobožnosti.

## Galerie

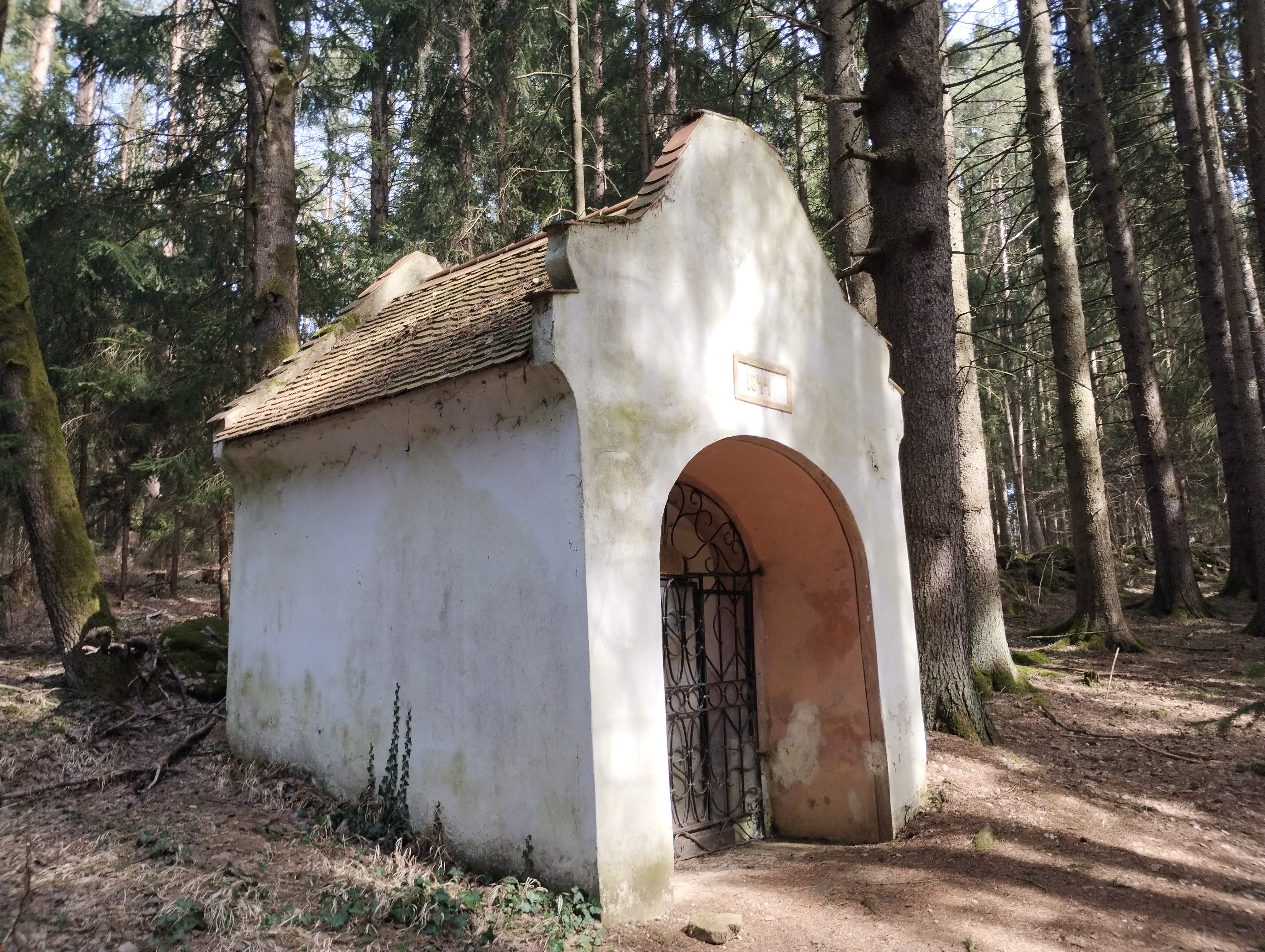
Farní kaple
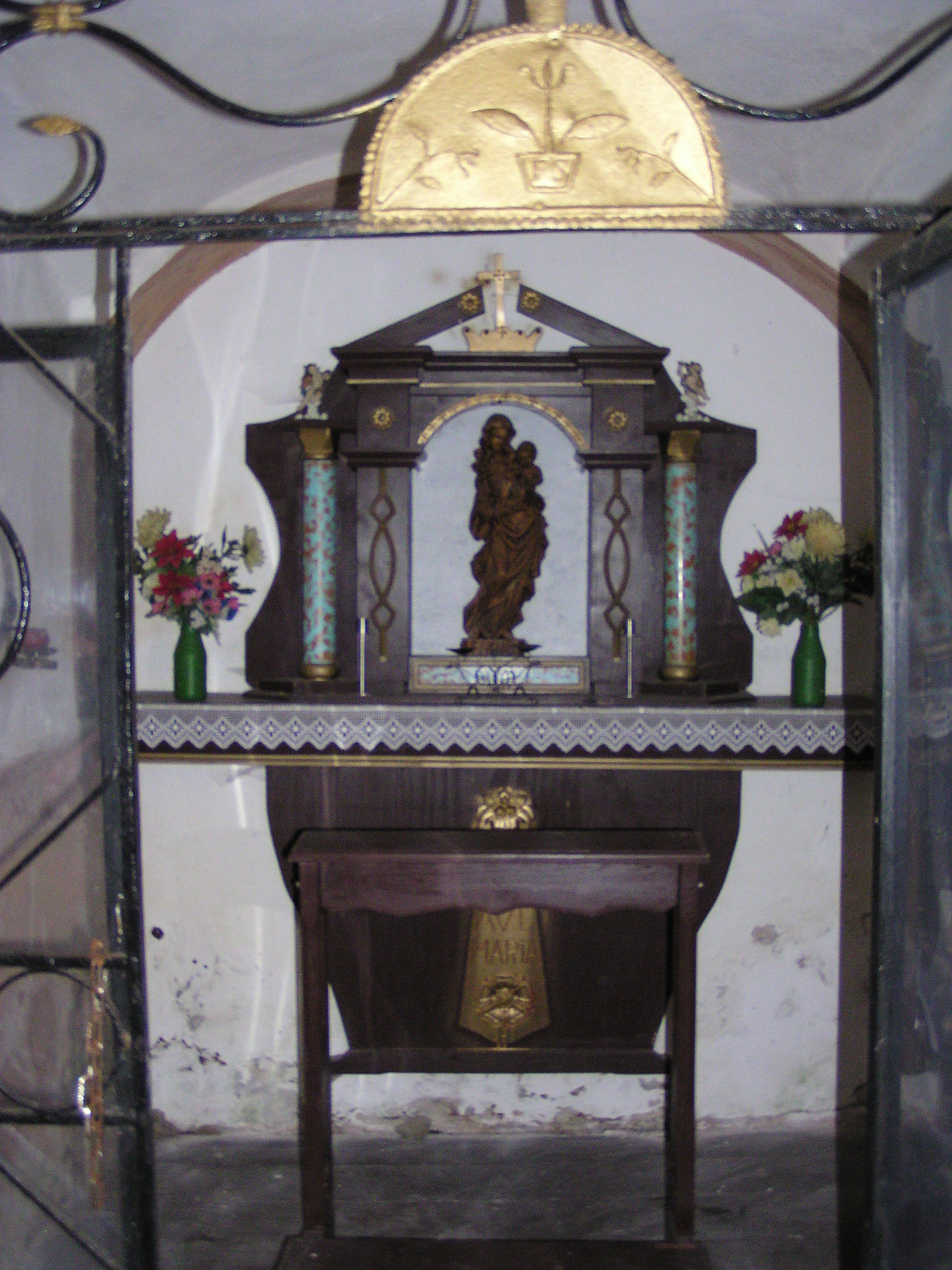
Interiér Farní kaple
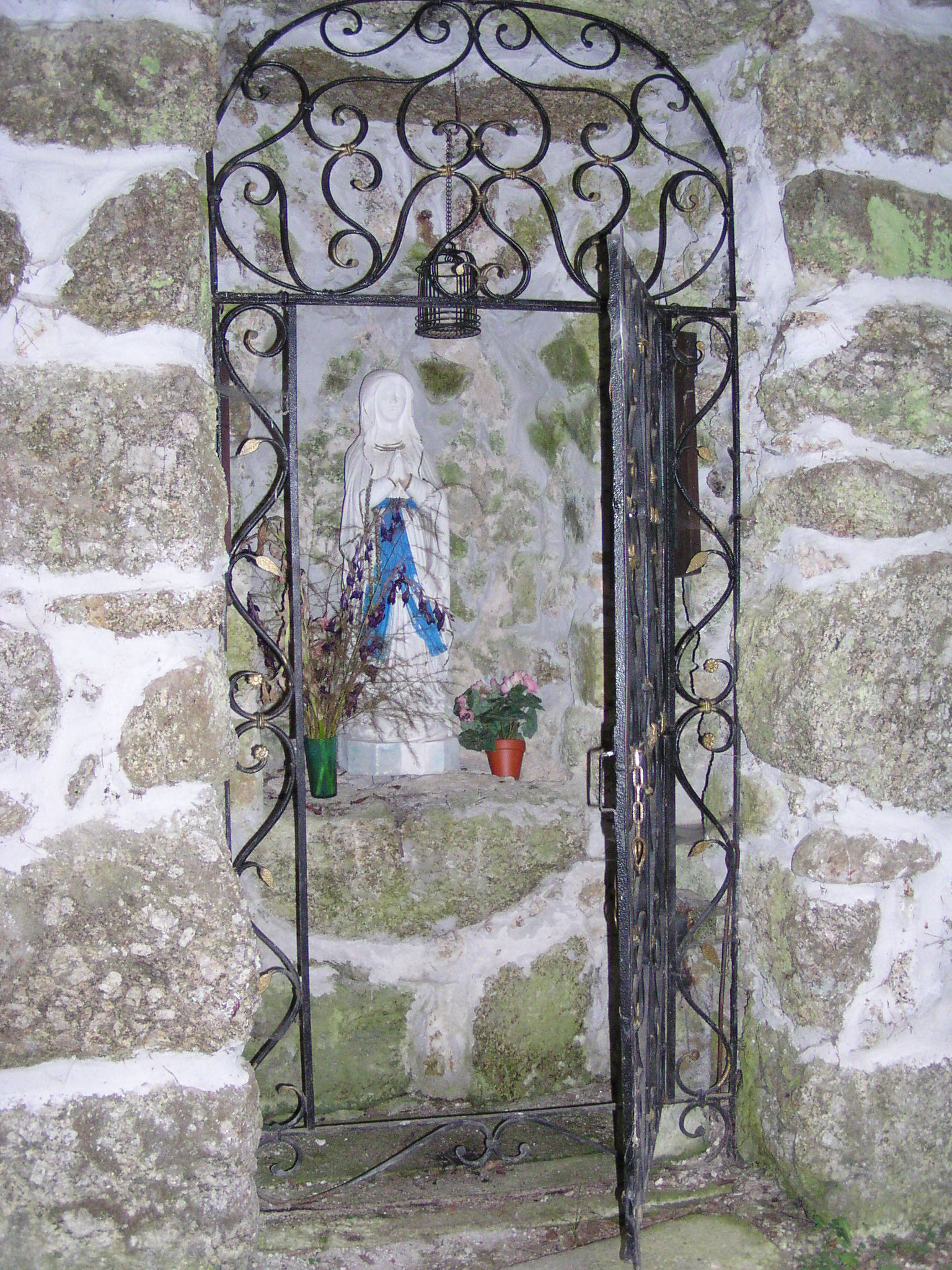
Interiér kaple Panny Marie Lurdské
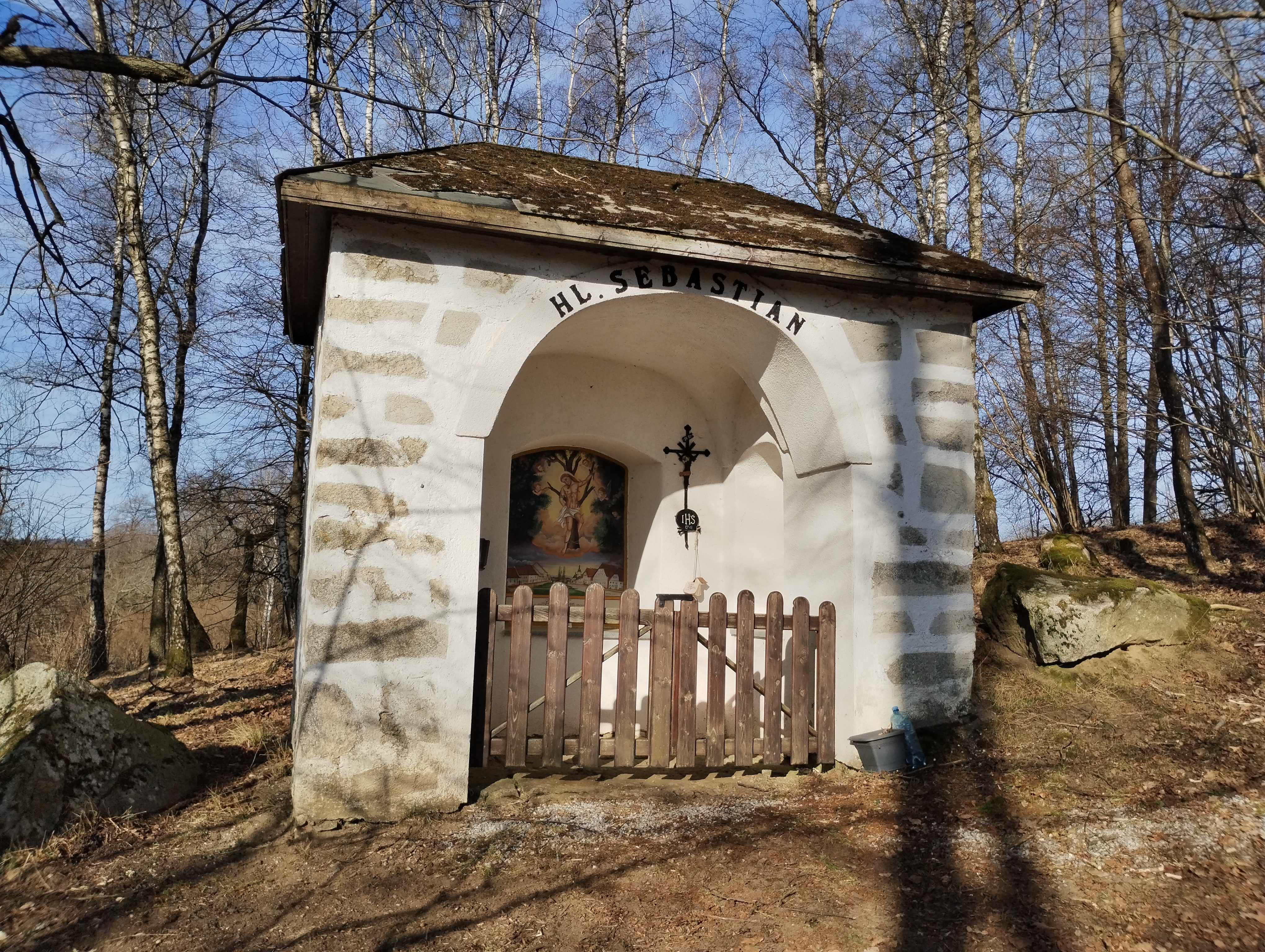
Kaple svatého Šebestiána